# Dólmen da Orca
O Dólmen da Orca, Lapa da Orca ou Orca de Fiais da Telha é uma anta de câmara poligonal e corredor cobertos por mamoa, mamoa entretanto desaparecida.
Situa-se na aldeia de Fiais da Telha, freguesia de Oliveira do Conde, município de Carregal do Sal, distrito de Viseu, Portugal; está implantada no Planalto do Ameal, tendo a sul o Rio Mondego e a noroeste a Ribeira de Azenha, com coordenadas UTM 29 TNE 902778, Carta Militar de Portugal Nº 211 de Ervedal da Beira de 1993, a uma altitude de 313 metros.
Foi considerado monumento nacional em 1974 .
Tem o Nº IPA PT021802040004.